# Rey Bouba (ort i Kamerun)
Rey Bouba är en ort i Kamerun.   Den ligger i regionen Norra regionen, i den nordöstra delen av landet, 600 km nordost om huvudstaden Yaoundé. Rey Bouba ligger 235 meter över havet och antalet invånare är 11 454.
Terrängen runt Rey Bouba är platt. Trakten runt Rey Bouba är mycket glesbefolkad, med 5 invånare per kvadratkilometer. Det finns inga andra samhällen i närheten. Trakten runt Rey Bouba är huvudsakligen savann.